# Svatopluk Pastyřík
Svatopluk Pastyřík (21. února 1944 Zlín – 6. října 2020) patřil mezi významné české lingvisty. Zabýval se onomastikou a didaktikou českého jazyka a působil řadu let jako vysokoškolský učitel.

## Život
V roce 1966 vystudoval obor český jazyk – ruský jazyk na filozofické fakultě Univerzity Palackého v Olomouci. Po jednoroční vojenské prezenční službě, kterou absolvoval v Hradci Králové, učil na řadě škol ve východních Čechách: Střední škola průmyslová železniční v Letohradě, Střední průmyslová škola textilní ve Dvoře Králové nad Labem, Střední pedagogická škola v Seči a Střední odborné učiliště chemické v Pardubicích.  Od roku 1979 působil na Katedře českého jazyka a literatury Pedagogické fakulty v Hradci Králové. Roku 2002 byl jmenován docentem pro obor český jazyk.[ve zdroji nenalezeno] Byl také členem Onomastické komise Akademie věd ČR.
Zemřel dne 6. října 2020 a je pohřben na hřbitově v Malšově Lhotě v Hradci Králové.

## Dílo
Publikoval odborné studie ve sbornících. Svými články přispíval do časopisů: Český jazyk a literatura, Češtinář, Komenský, Křen, Naše řeč, Odborná výchova, Onomastický zpravodaj ČSAV, Pochodeň, Učitelské noviny, Zpravodaj Šrámkovy Sobotky.
- Literární hry a hádanky (1977)
- Základní jazykové pojmy (1985)
- Materiály pro semináře z didaktiky slohové výchovy 1. (1990)
- Bibliografie prací členů katedry ČJL VŠP v Hradci Králové 1988 – 1992 (1992)
- Materiály pro semináře z didaktiky slohové výchovy II (1993)
- Česko – polské materiály pro seminář slovanské filologie (1994)
- Vlastní jména v literatuře a škola (2000)
- Češtinářský inspiromat (2001)
- Češtinářský inspiromat II (2002)
- Witajće do Łužicy : (úvod do horní lužické srbštiny) (2002)
- Studie o současných hypokoristických podobách rodných jmen v češtině (2003)
- Sbírka užitečných materiálů pro onomastické semináře (2005)
- Selecta didactica (2005)
- Základní jazykovědné pojmy : (výběrový slovník lingvistické terminologie) (2005)
- Cvičebnice mluveného projevu pro učitele (2006)
- Didaktický inspiromat pro budoucí středoškolské češtináře (2008)
- Onomastické vademecum pro učitele (2008)
- Úvod do studia bohemistiky : teze přednášek (2009)
- Základní jazykovědné a stylistické pojmy : (výběrový slovník lingvistické terminologie) (2010)
- Rozhovory o češtině (2012)